# Bashar al-Assad
|  | Denne artikel beskriver en aktuel begivenhed Informationerne kan blive ændret hurtigt, som begivenheden skrider frem. |

Bashar Hafez al-Assad (arabisk: بشار حافظ الأسد Baššār Ḥāfiẓ al-ʾAsad, levantinsk udtale: [baʃˈʃaːr ˈħaːfezˤ elˈʔasad]?;  engelsk udtale ?; født den 11. september 1965) er tidligere præsident i Syrien, øverstkommanderende for Syriens væbnede styrker og generalsekretær for det regerende Ba’ath-parti. Han fungerede som præsident fra år 2000, hvor han efterfulgte sin far, Hafez al-Assad, som ledte Syrien i 30 år.
Assad er uddannet som læge på Universitetet i Damaskus i 1988 og begyndte herefter at arbejde som militærlæge på et militærhospital. Fire år senere gennemførte han en specialistuddannelse som øjenlæge på Western Eye Hospital i London. I 1994 blev hans storebror, Bassel al-Assad, dræbt i en bilulykke. Efter broderens død blev han af faderen kaldt tilbage til Syrien. Gennem de følgende år blev han uddannet inden for hæren og luftvåbnet og fik et antal opgaver overdraget af Ba’ath-partiets ledelse, så han ad den vej blev indført i regimets førende og dominerende politiske cirkler. I de sidste år af faderens levetid stod han i spidsen for flere kampagner mod korruption og magtmisbrug, og han var en førende skikkelse i Syrian Computer Society, et statsligt organ, der skulle forestå indførelsen af internettet i landet. Han var også fast deltager i det debatforum i handelskammeret i Damaskus, der var blevet skabt som ramme for debatten om den bedste måde at implementere den ændring af den tidligere statsstyrede økonomi, som var blevet introduceret tilbage i 1991.
Mellem 1996 og 2000 opbyggede han et godt forhold til erhvervsfolk, der ønskede forandringer i den socialistiske økonomi og til aktivister, som ønskede større ytringsfrihed. Han blev en højrøstet kritiker af bureaukrati og korruption. Så da faderen døde 10. juni 2000, satte mange syrere deres lid til, at der nu endelig ville komme et opgør med landets årtier lange undertrykkelse af folket. Flere hundrede politiske fanger blev løsladt, et berygtet fængsel blev lukket, europæiske rådgivere blev ansat i administrationen for at modernisere, medier fik mere frihed og diskussionsklubber trivedes i et pludseligt udbrud af større ytringsfrihed. Alt sammen blev kendt som ’Damaskus-foråret’.
Assad blev valgt som præsident i 2000 og 2007. Den 27. maj 2007 blev Assad godkendt som præsident for en anden syv-årig periode med det officielle resultat på 97,6% af stemmerne ved en folkeafstemning uden en anden kandidat. Den styreform Assad præsiderer over er et autoritært regime. Assads regime har beskrevet sig selv som sekulær, mens eksperter har hævdet, at regimet udnytter etniske og sekteriske spændinger i landet for at forblive ved magten. Privat er han gift med Asma al-Assad og parret har tre børn sammen.
Da Det Arabiske Forår spredte sig til Syrien i marts 2011, slog Assads styre hårdt ned på protesterne, og urolighederne udviklede sig i løbet af 2011 til egentlige kampe og siden en regulær borgerkrig mellem hæren og sikkerhedstyrkerne på den ene side og forskellige oppositionsgrupper på den anden. Assad blev i den forbindelse stadig mere isoleret internationalt, ikke mindst efter at regeringstropperne blev anklaget for at anvende kemiske våben i 2013. Imidlertid førte fremkomsten af den radikale, islamistiske gruppe Islamisk Stat (IS), der har opnået kontrol med store dele af Syrien på regeringens bekostning, til, at Bashar al-Assads regime i højere grad betragtes som et mindre onde i den brutale konflikt. Det anslås, at borgerkrigen i Syrien, har kostet 220.000 mennesker livet, mens 11 millioner er sendt på flugt. I januar 2015 blev det rapporteret, at 200.000 politiske fanger var fængslet i Syrien for at modsætte sig Assads regime. Under den syriske borgerkrig, er Assad personligt blevet impliceret i krigsforbrydelser og forbrydelser mod menneskeheden af FN.